# ENCI-bos

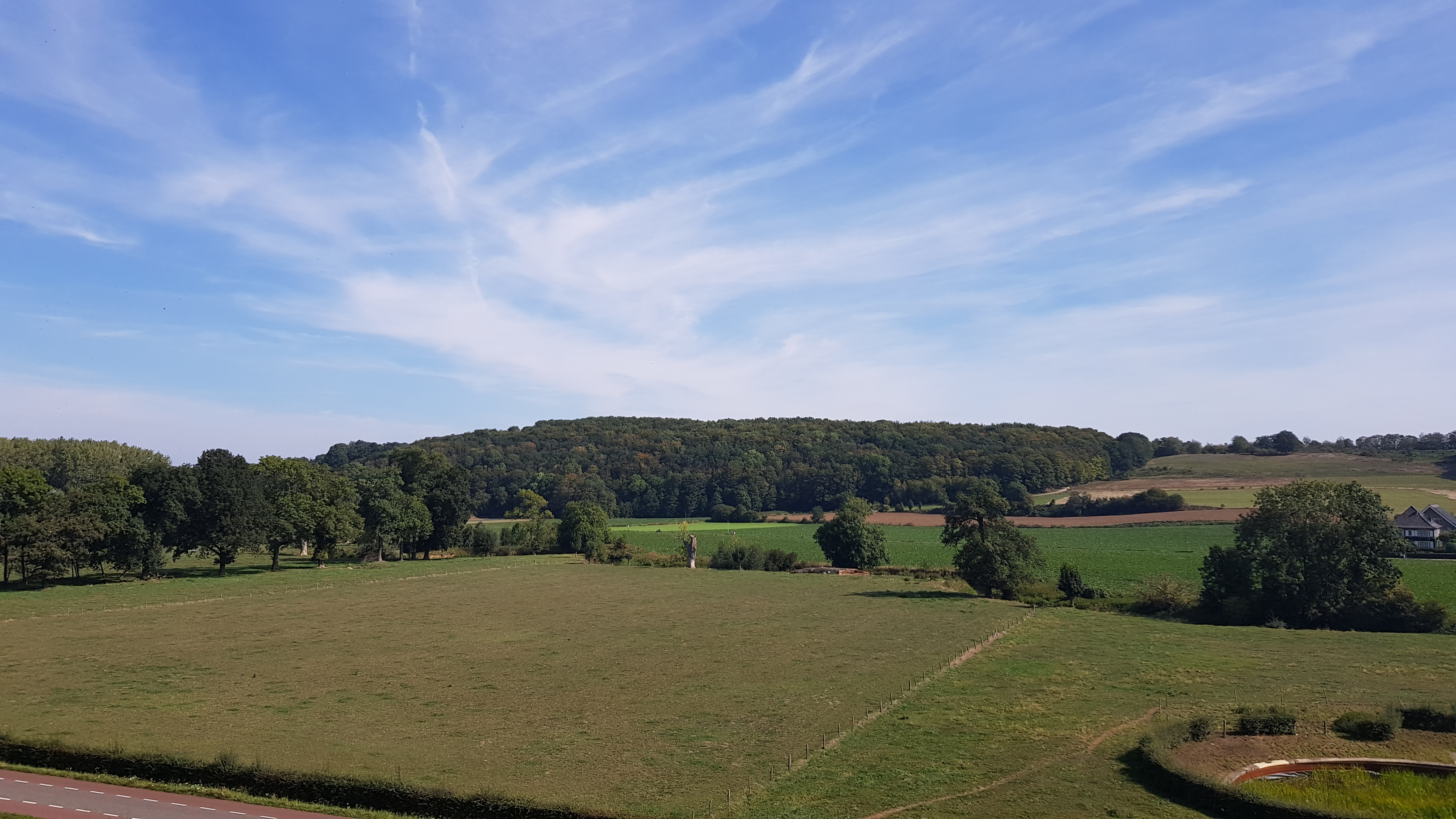
Het ENCI-bos gezien vanuit het Jekerdal

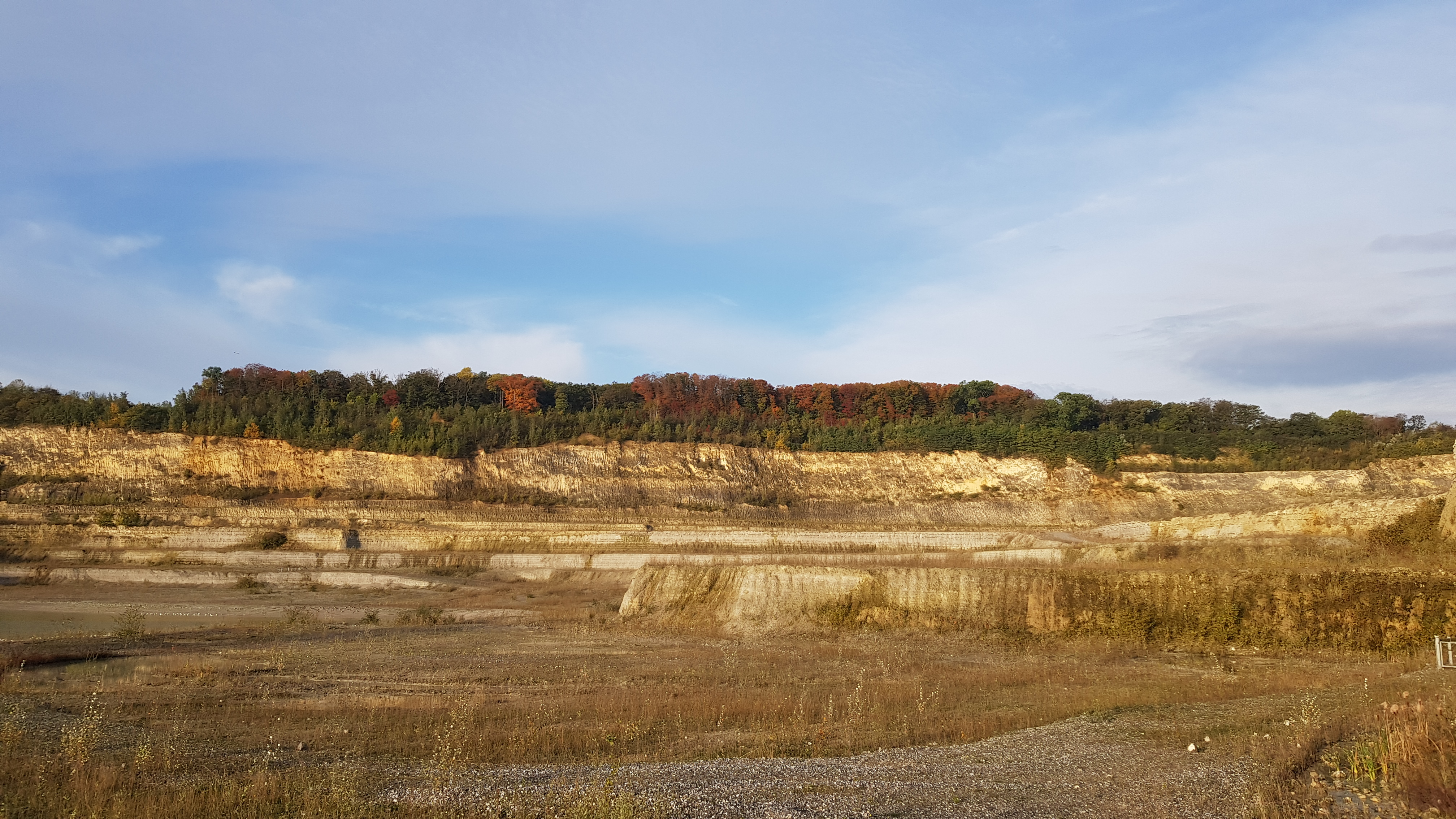
Het ENCI-bos boven op de groevewand

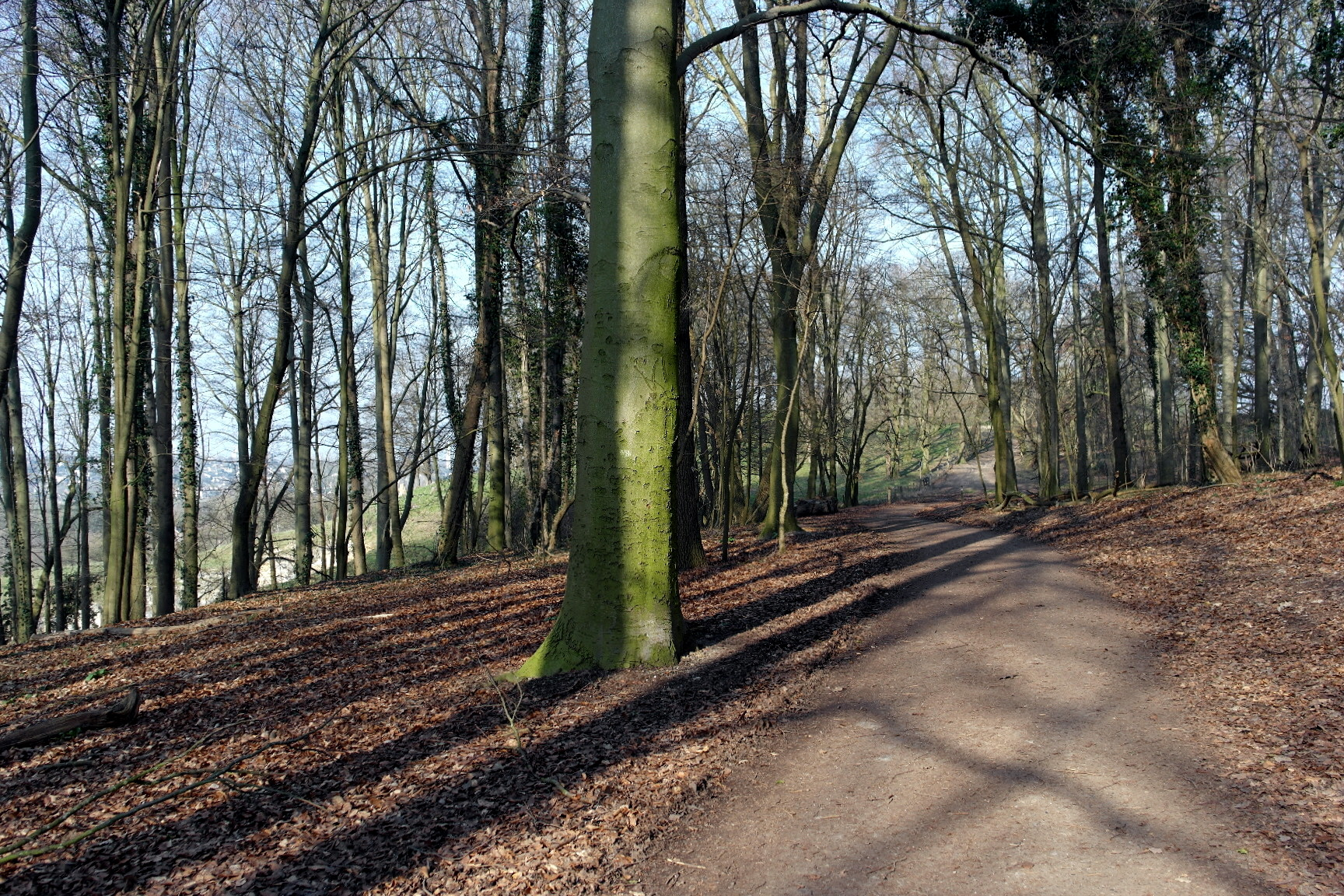
Het hoofdpad door het bos

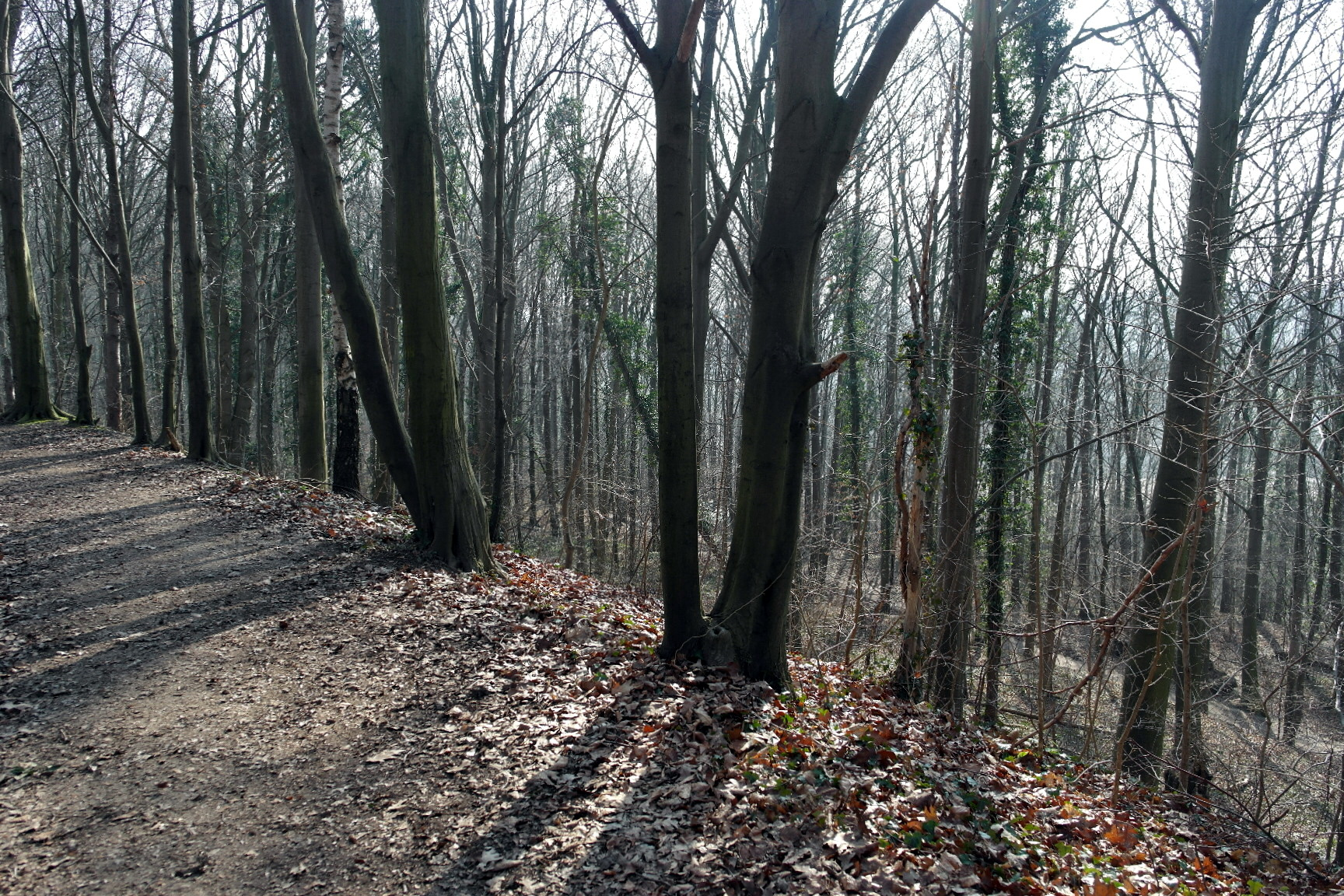
Helling in het bos

Het ENCI-bos is een bos in Nederlands Zuid-Limburg in de gemeente Maastricht. Direct ten oosten van het ENCI-bos ligt de westelijke groevewand van de ENCI-groeve.
Ten noordoosten van het bos begint de Oehoevallei bij de driehoekige blokken kalksteen die zijn blijven staan. Aan de noordrand van het bos liggen de Groeve de Tombe en de motte De Tombe en ten zuiden van het bos ligt de Duivelsgrot aan de monding van het Poppelmondedal. Onder het bos is de voormalige Oude Marendalgroeve gelegen. De Nieuwe Marendalgroeve lag vroeger ook onder het ENCI-bos, maar is ondertussen al helemaal afgegraven. De stortheuvel waarop het ENCI-bos gelegen is is stortheuvel 1, op ongeveer een kilometer naar het zuidoosten ligt D'n Observant, de tweede stortheuvel van de ENCI-groeve.

## Geschiedenis
Tussen 1925 en 1935 werd ten westen van de ENCI-groeve een stortberg aangelegd, waarbij de Nieuwe Marendalgroeve en de Oude Marendalgroeve verdwenen onder de stort. Deze stortberg was ontstaan omdat men voor de ontginning van de ENCI-groeve dekgronden bestaande uit zand en grind moest weggraven om bij de kalksteen te komen, waarbij men deze dekgronden ten westen van de groeve dumpte. Deze dekgronden werden hier gedumpt met stoomtreintjes en omdat deze geen grote hoogteverschillen konden nemen, heeft de stortheuvel hierdoor een terrasvormige opbouw gekregen. In 1938/1939 werd er op de voormalige stortberg het ENCI-bos aangeplant.
In 1990-1991 werd een gedeelte van het bos afgegraven voor de cementindustrie.
In maart 2006 liet de ENCI anderhalve hectare van het ENCI-bos kappen, zonder dat ze de bezwaarprocedure had afgewacht.
Sinds 1 oktober 2010 is het resterende deel van het ENCI-bos eigendom van Natuurmonumenten.

## Natuur
Het loofbos kenmerkt zich door veel beuken, evenals essen, haagbeuken, zoete kersen en gewone esdoorns.